# 内田龍芽
RYUGA（内田龍芽）（うちだ りゅうが）は、ミュージシャン・ドラマー。

## 来歴
15歳のドラマー
5歳の頃より、ドラムとブレイクダンスを始める。
7歳(小学1年生)の時に史上最年少で全国のドラムコンテスト準グランプリを受賞。
9歳(小学3年生)の時には、史上最年少でグランプリを受賞する。
新聞、雑誌、TV番組などに多数出演。